# Vista Alegre (Madrid)
Vista Alegre és un barri del sud-oest de Madrid al districte de Carabanchel, amb 48.499 habitants, el més poblat de Carabanchel. Limita al nord amb el barrio de San Isidro en l'Avinguda de Nuestra Señora de Valvenera i el carrer de l'Oca, a l'est amb Puerta Bonita Carrer d'Eugenia de Montijo, Carrer de Melisa i carrer General Ricardos, al sud amb l'Avinguda de los Poblados i el barri de Buenavista i a l'oest amb el barris d'Aluche i Las Águilas del districte de Latina (Via Carpetana, Camino de los Ingenieros i vies del metro.

## Història
Carabanchel Alto i Bajo eren dos pobles independents de Madrid. En 1948 es van unir a Madrid formant el districte de Carabanchel. Aquesta operació també va afectar altres pobles com Vicálvaro, Vallecas, Villaverde o Fuencarral que van perdre el seu autogovern, passant a ser districtes de Madrid.
En els anys 50 Carabanchel Alto va créixer a causa de l'èxode rural que va atreure treballadors de tot Espanya, especialment d'Andalusia, Castella-la Manxa i Extremadura, a Madrid.

## Demografia
El Barri de Vista Alegre compta amb 48.499 veïns (Padró 2007), xifra que ha romàs més o menys estable en les últimes dècades.

## Transports

### Metro
| Línia Metro | Estacions a Vista Alegre, Carabanchel                 |
| ----------- | ----------------------------------------------------- |
| Línia 5     | Oporto, Vista Alegre, Carabanchel, Eugenia de Montijo |
| Línia 6     | Carpetana                                             |

### Autobusos
Diverses línies d'Autobús comuniquen el barri de Vista Alegre. Les línies 17, 34, 35 i 55 apropen els veïns al centre de Madrid, mentre que les línies 121, 131 i 139 passen per l'Avinguda de los Poblados, comunicant-los amb la perifèria.
- 17: Plaza Mayor - Colonia Parque Europa
- 34: Plaza Cibeles - Avenida General Fanjul
- 35: Plaza Mayor - Carabanchel Alto
- 55: Atocha - Batán
- 121: Campamento - Hospital 12 de Octubre
- 131: Campamento - Villaverde Alto
- 139: Dehesa del Príncipe - Carabanchel Alto
- N17: Plaza Cibeles - Carabanchel Alto

També discorren nombrosos autobusos interurbans que connecten el districte amb les ciutats properes, com Leganés. La majoria es poden agafar a l'intercanviador d'Oporto o a la Glorieta de l'Ejército, prop de l'estació de metro de Carabanchel.

## Llocs d'interès

### La presó

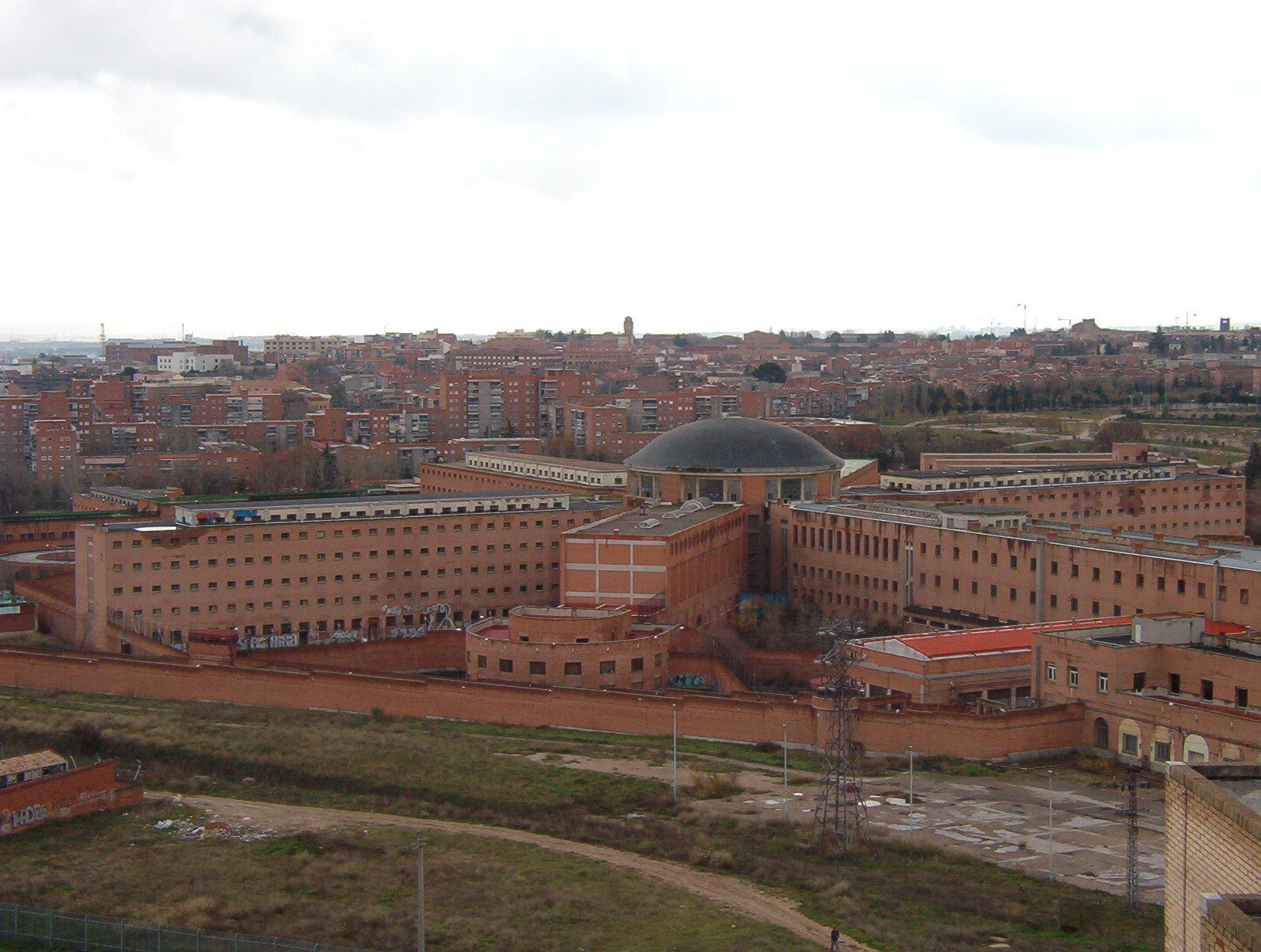
Antiga presó de Carabanchel

La presó de Carabanchel, inaugurada en 1940 i tancada en 1998, és un dels edificis més emblemàtics del barri a causa de la seva utilització per Franco com a presó (entre els seus presos va haver-hi diversos empresonats per motius polítics). Després del seu tancament en 1998 diverses institucions i els veïns del barri han discutit la reutilització de l'espai ocupat per la presó.
En 1998 Rosendo, il·lustre veí, va oferir un concert a les instal·lacions.
Els veïns s'han manifestat perquè es construeixi un nou hospital en el terreny on es troba l'antiga presó. Finalment el govern central ha decidit cedir 40.000 metres quadrats (aproximadament una quarta part de la superfície de l'antiga presó) a la Comunitat de Madrid per a la construcció del nou hospital. L'hospital donaria servei a les aproximadament 500.000 persones que viuen en els districtes de Carabanchel i La Latina que actualment acudeixen als hospitals del 12 de Octubre i San Carlos.

### Palau de Vistalegre

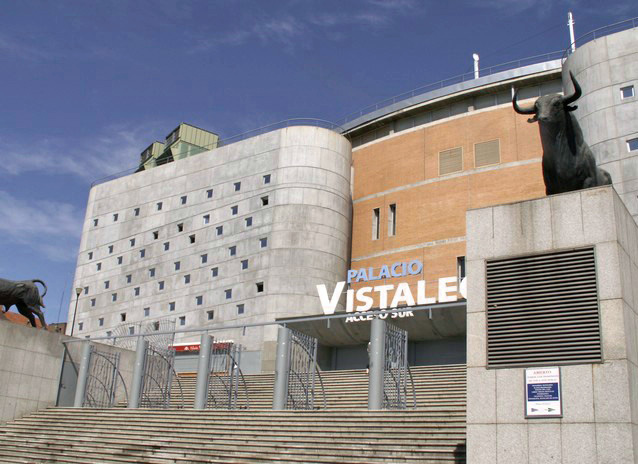
Palau de Vista Alegre, Carabanchel

El Palau de Vista Alegre és un edifici multiusos, concebut inicialment com a plaça de toros, la més antiga de Madrid, construïda en 1641.
Plaça de toros coberta que en la seva actual disposició és de recent construcció (2000). La seva capacitat és d'uns 15.000 espectadors. S'hi realitzen multitud d'esdeveniments, des de corregudes de toros a partits de bàsquet (actualment és la seu de la Secció de bàsquet del Real Madrid mentre acaba de construir la seva seu definitiva a Valdebebas, així com anteriorment ho fou del Club Baloncesto Estudiantes), concerts, festes, etc. A més, en els baixos d'aquesta plaça, es troba el centre comercial Hipercor, amb tres plantes destinades a l'hipermercat així com altres tres plantes d'aparcament subterrani. Amb metro, es pot arribar baixant en l'estació de Vista Alegre, Oporto o Carabanchel.

### Finca de Vistalegre
També a la zona, enfront de la plaça de toros, al carrer General Ricardos es troba la Finca Vista Alegre. És un conjunt palatí de temps de Ferran VII que va ser Reial Lloc. Molt deteriorat, en el seu conjunt es troben el Palau Vell o del marquès de Salamanca, els jardins declarats "jardí històric" i altres edificis. La majoria d'ells alberguen instituts, sanatoris, centres de majors. En l'actualitat hi ha una sol·licitud de declaració de Bé d'Interès Cultural per un grup de veïns i s'està preparant un Pla des de l'Ajuntament de Madrid de recuperació reutilització dels edificis.